# Arremonops
Arremonops is een geslacht van vogels uit de familie van de  Amerikaanse gorzen). Het geslacht telt 4 soorten.

## Soorten
- Arremonops chloronotus  – Groenruggors
- Arremonops conirostris  – Panamagors
- Arremonops rufivirgatus  – Olijfgors
- Arremonops tocuyensis  – Tocuyugors